# Loxioda alternans
Loxioda alternans är en fjärilsart som beskrevs av George Francis Hampson 1926. Loxioda alternans ingår i släktet Loxioda och familjen nattflyn. Inga underarter finns listade i Catalogue of Life.